# Kovačevac (miasto Jagodina)
Kovačevac (cyr. Ковачевац) – wieś w Serbii, w okręgu pomorawskim, w mieście Jagodina. W 2011 roku liczyła 287 mieszkańców.